# Pycnandra glaberrima
Pycnandra glaberrima är en tvåhjärtbladig växtart som beskrevs av Swenson och Jérôme Munzinger. Pycnandra glaberrima ingår i släktet Pycnandra och familjen Sapotaceae. Inga underarter finns listade i Catalogue of Life.